# Duras (Rebsorte)

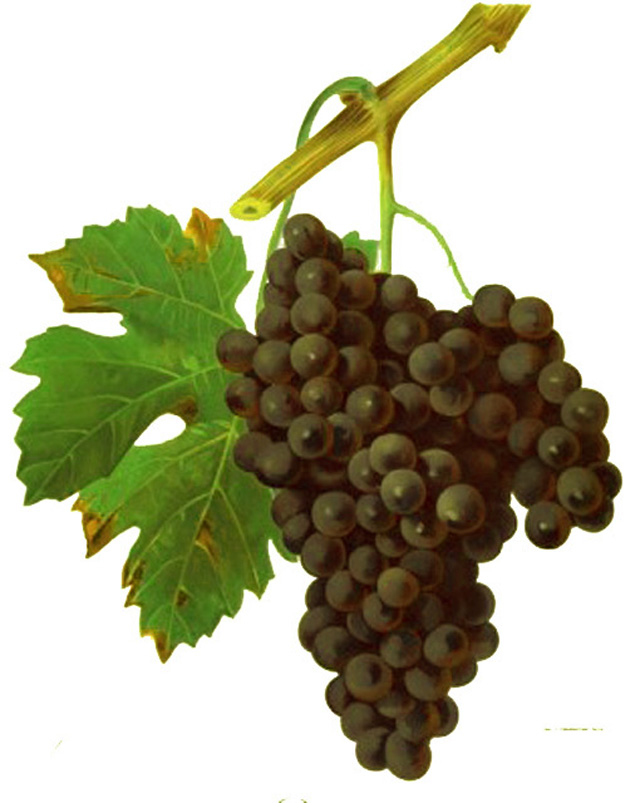
Duras im Buch von Viala & Vermorel

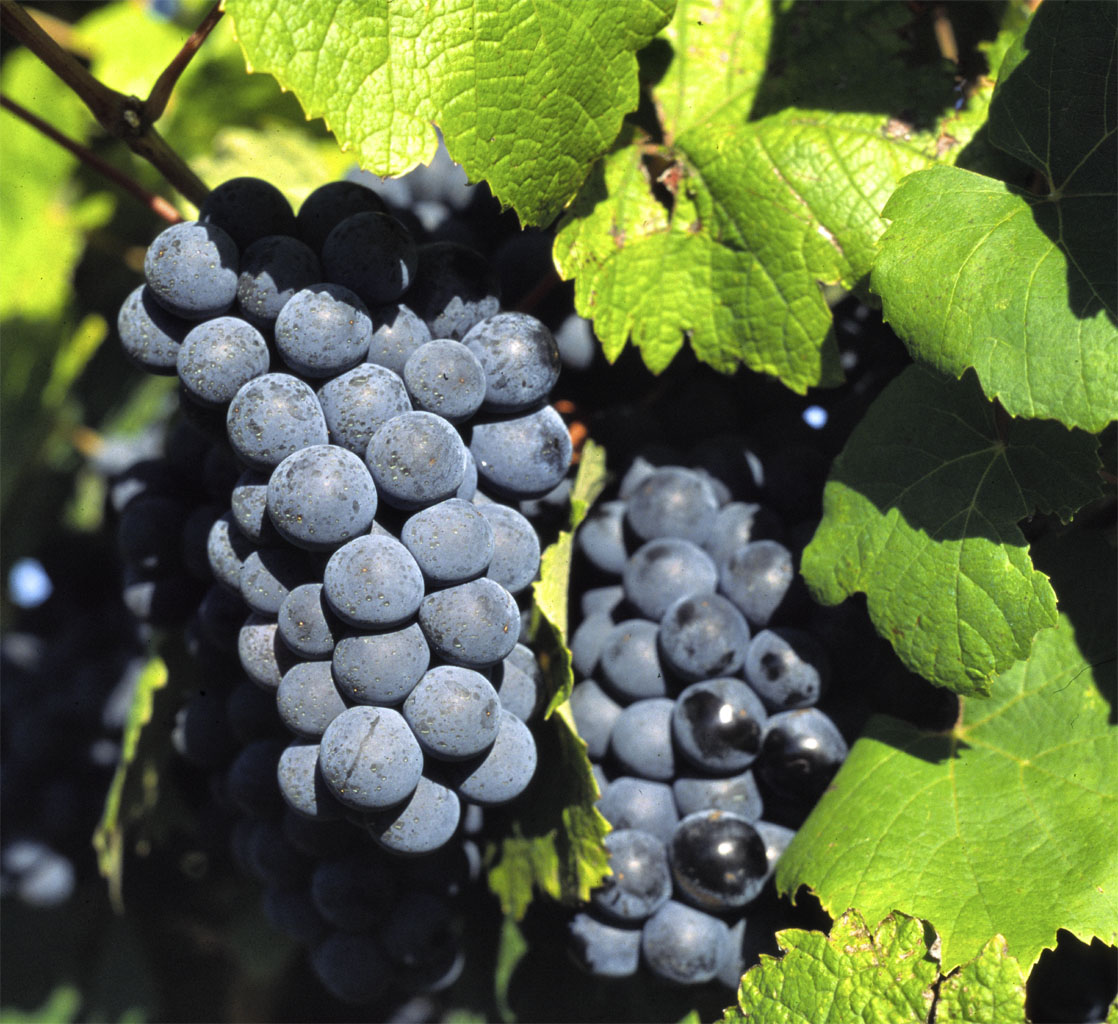
Traube der Rebsorte Duras

Der Duras ist eine ausschließlich in Südwestfrankreich angebaute Rotweinsorte. Es handelt sich um eine sehr alte Rebsorte. Die mittelgroßen, runden Beeren sind blauschwarz und besitzen eine verhältnismäßig dicke Schale. Der Duras bevorzugt leichte sandige oder kalkhaltige Böden, ist früh reif, aber empfindlich gegenüber Echtem Mehltau. Die aus ihm gekelterten Weine sind rund und harmonisch mit einer charakteristischen, pfeffrigen Frucht.
Das Anbaugebiet des Duras beschränkt sich auf das Département Tarn, wo er unter den zugelassenen Rebsorten mit einer bestockten Fläche von 949 Hektar (Stand 2007) einen wichtigen Platz einnimmt. Er verleiht – oft im Verschnitt mit den Sorten Fer Servadou, Gamay, Négrette oder Syrah – vielen traditionellen Rotweinen der AOC Gaillac ihren typischen Charakter.
Eine breit angelegte DNA-Analyse ergab, dass der Tressot eine wahrscheinlich natürliche Kreuzung der Rebsorten Duras und Petit Verdot ist.

## Synonyme
Die Rebsorte Duras ist auch unter den Namen Cabernet Duras, Durade, Duras femelle, Duras mâle, Duras rouge, Duraze oder Durazé bekannt.

## Ampelographische Sortenmerkmale
In der Ampelographie wird der Habitus folgendermaßen beschrieben:
- Die Triebspitze ist offen. Sie ist dicht weißwollig behaart, mit leicht rötlichfarbenem Anflug. Die gelblichen Jungblätter sind leicht wollig behaart und bronzefarben gefleckt.
- Die mittelgroßen Blätter sind fünflappig (gelegentlich sogar sieben- oder neunlappig) und tief gebuchtet. Die Stielbucht ist lyrenförmig geschlossen. Das Blatt ist spitz gesägt. Die Zähne sind dabei im Vergleich zu anderen Rebsorten eng gesetzt. Die Blattoberfläche (auch Spreite genannt) ist feinblasig. Im Herbst verfärbt sich das Laub teilweise rot.
- Die walzen- bis kegelförmige Traube ist groß, geflügelt und dichtbeerig. Die leicht ovalen Beeren sind klein und von nahezu schwarzer Farbe.

Die Rebsorte reift ca. 15 Tage nach dem Gutedel und gilt somit als noch früh reifend. Sie treibt recht früh aus und entgeht somit nicht immer den Spätfrösten des Frühjahrs. Sie ist anfällig gegen den Echten Mehltau. Duras ist eine Varietät der Edlen Weinrebe (Vitis vinifera). Sie besitzt zwittrige Blüten und ist somit selbstfruchtend. Beim Weinbau wird der ökonomische Nachteil vermieden, keinen Ertrag liefernde, männliche Pflanzen anbauen zu müssen.